# Катанга
Держа́ва Ката́нга (фр. État du Katanga; суах. Inchi Ya Katanga, також відома як Республіка Катанга) — невизнана держава на півдні Республіки Конго. Існувала з 11 липня 1960 року по 15 січня 1963 року.

## Історія
Коли Бельгійське Конго здобуло незалежність від Бельгії 30 червня 1960, воно було вже зруйновано етнічною фракційністю та політичною напруженістю. Коаліція політиків КОНАКАТ та бельгійських поселенців зробила спробу незадовго до цієї дати видати власну декларацію незалежності у Катанзі, але уряд Бельгії виступив проти їхніх планів. КОНАКАТ був особливо стурбований тим, що створюваний конголезький уряд прем'єр-міністра Патріса Лумумби усуне його членів з посади в уряді провінції Катанга та замінить їх своїми прихильниками.
У липні 1960 року Катанга, найбагатша корисними копалинами провінція Бельгійського Конго, проголосила себе незалежною державою, що призвело до збройного конфлікту з центральною владою країни. Організатором виходу був Моїз Чомбе, лідер партії Конфедерація асоціацій Катанги (КОНАКАТ).
У бельгійському уряді король Бодуен підтримував Катангу та використовував всю владу двору, щоб чинити тиск на уряд і розширити дипломатичне визнання Катанги. Міністр закордонних справ П'єр Віньї, знаючи, що Сполучені Штати були проти розриву Конго, був проти визнання Катанги. Віньї боявся повторення Суецької кризи 1956 року тоді Британія, Франція та Ізраїль були принижені, коли Сполучені Штати виступили проти їх нападу на Єгипет, тоді б Конго зіграло роль Єгипту, а Бельгія — роль країн, що напали на Єгипет. З тих же причин представник Бельгії в НАТО Андре де Старке виступив проти дій, які могли б роздратувати Сполучені Штати.
Патріс Лумумба, прем'єр-міністр Республіки Конго, запросив військової підтримки у Організації Об'єднаних Націй для припинення сецесіоністських тенденцій в Катанзі. Така підтримка була надана ООН. Португалія та Південно-Африканський Союз були відкрито ворожими до операції ООН з моменту її задуму, та підтримували послідовну опозицію проти будь-якого втручання в державу Катанга. Міжнародній організації знадобилося два роки, щоб повернути бунтівну провінцію під контроль центрального уряду. За цей час сецесіоністські формування Чомбе захопили прем'єр-міністра Лумумбу і незабаром стратили його в січні 1961 року.
З 1971 по 1997 рік Катанга офіційно називалася провінцією Шаба. Нині — провінція Катанга

## Корисні копалини
Катанга традиційно служила основою економічної могутності Демократичної Республіки Конго. Бельгійський дослідник Жуль Корне в кінці XIX століття навіть назвав провінцію «Геологічною сенсацією».
У східній частині регіону є величезні запаси міді, кобальту, урану, кадмію, олова, золота, срібла та інших мінералів.